# Apollo 17
Apollo 17 – ostatnia w ramach programu Apollo, szósta załogowa misja na Księżyc, w której astronauci lądowali na powierzchni. W czasie misji zebrano 110,52 kg próbek. Astronauci spędzili na powierzchni 3 dni 2 godziny 59 minut i 40 sekund i przebyli 35,7 km. W czasie pobytu na Księżycu wykonali trzy spacery (EVA) o łącznym czasie 22 godziny 3 minuty i 57 sekund.

## Podstawowe dane
źródło
- Statek kosmiczny: CMS-114: „America”, LM-12: „Challenger”
- Rakieta nośna: SA-512
- Stanowisko startowe: 39A
- Start: 7 grudnia 1972 o godzinie 05:33:00 GMT
- Azymut startu: 91,5°
- Orbita okołoziemska: 167,2 km × 166,7 km
- Orbity okołoksiężycowe:
  - Orbita początkowa: 3148 km × 97,4 km
  - Orbita podejścia do lądowania 1 (LM+CSM): 109,3 km × 26,9 km
  - Orbita kołowa (CSM): 129,6 km × 100,0 km
  - Orbita podejścia do lądowania 2 (LM): 110,4 km × 11,5 km
- Lądowanie na Księżycu: 11 grudnia 1972 o godzinie 19:54:58 GMT
- Miejsce lądowania: Taurus-Littrow (20,191°N, 30,772°E)
- Start z powierzchni Księżyca: 14 grudnia 1972, 22:54:37 GMT
- Orbita postartowa LM: 89,8 km × 16,9 km
- Orbita końcowa (po dokowaniu LM i CSM): 119,8 km × 89,8 km
- Powrót na Ziemię (wodowanie): 19 grudnia 1972 o godzinie 19:24:59 GMT
- Miejsce wodowania: Środkowy Pacyfik, 17°53′S, 166°07′W
- Pozycja: stabilna I (wierzchołkiem do góry)
- Podjęcie załogi: 19 grudnia 1972 o godzinie 20:17 GMT
- Podjęcie lądownika: 19 grudnia 1972 o godzinie 21:28 GMT
- Okręt ratowniczy: lotniskowiec USS Ticonderoga (CV-14)
- Czas trwania misji: 12 dni 13 godzin 51 minut 59 sekund
- Masa startowa rakiety i statku kosmicznego: 2 961 860 kg
- Masa umieszczona na orbicie okołoziemskiej: 141 135 kg
- Masa umieszczona na orbicie okołoksiężycowej: 34 718 kg

Ostatnie słowa na Księżycu: „Jack, zabierajmy stąd tę staruszkę” wypowiedziane na 20 sekund przed oderwaniem lądownika od Księżyca przez Eugene’a Cernana.

## Dodatkowe informacje
źródło
- Uderzenie S-IVB/IU w powierzchnię Księżyca: 10 grudnia 1972, 20:32:42 GMT
- Współrzędne miejsca upadku S-IVB/IU: 4,21°S, 12,31°W
- Prędkość S-IVB/IU podczas zderzenia: 2550 m/s
- Kąt upadku S-IVB/IU: 55°
- Masa S-IVB/IU podczas zderzenia: 13 931 kg
- Uderzenie stopnia startowego LM w powierzchnię Księżyca: 15 grudnia 1972, 06:50:21 GMT
- Współrzędne miejsca upadku stopnia startowego LM: 19,96°N, 30,50°E
- Prędkość stopnia startowego LM podczas uderzenia: 1670 m/s
- Kąt upadku stopnia startowego LM: 4,9°
- Masa stopnia startowego LM podczas zderzenia: 2260 kg

## Statek kosmiczny i rakieta nośna
źródło
Czas dostarczenia elementów do KSC

### Statek kosmiczny
- CSM: marzec 1972
- LM: czerwiec 1971
- LVR: czerwiec 1972

### Rakieta nośna
- Pierwszy stopień (S-IC): maj 1972
- Drugi stopień (S-II): październik 1970
- Trzeci stopień (S-IVB): grudzień 1970
- Instrument Unit (UI): czerwiec 1972

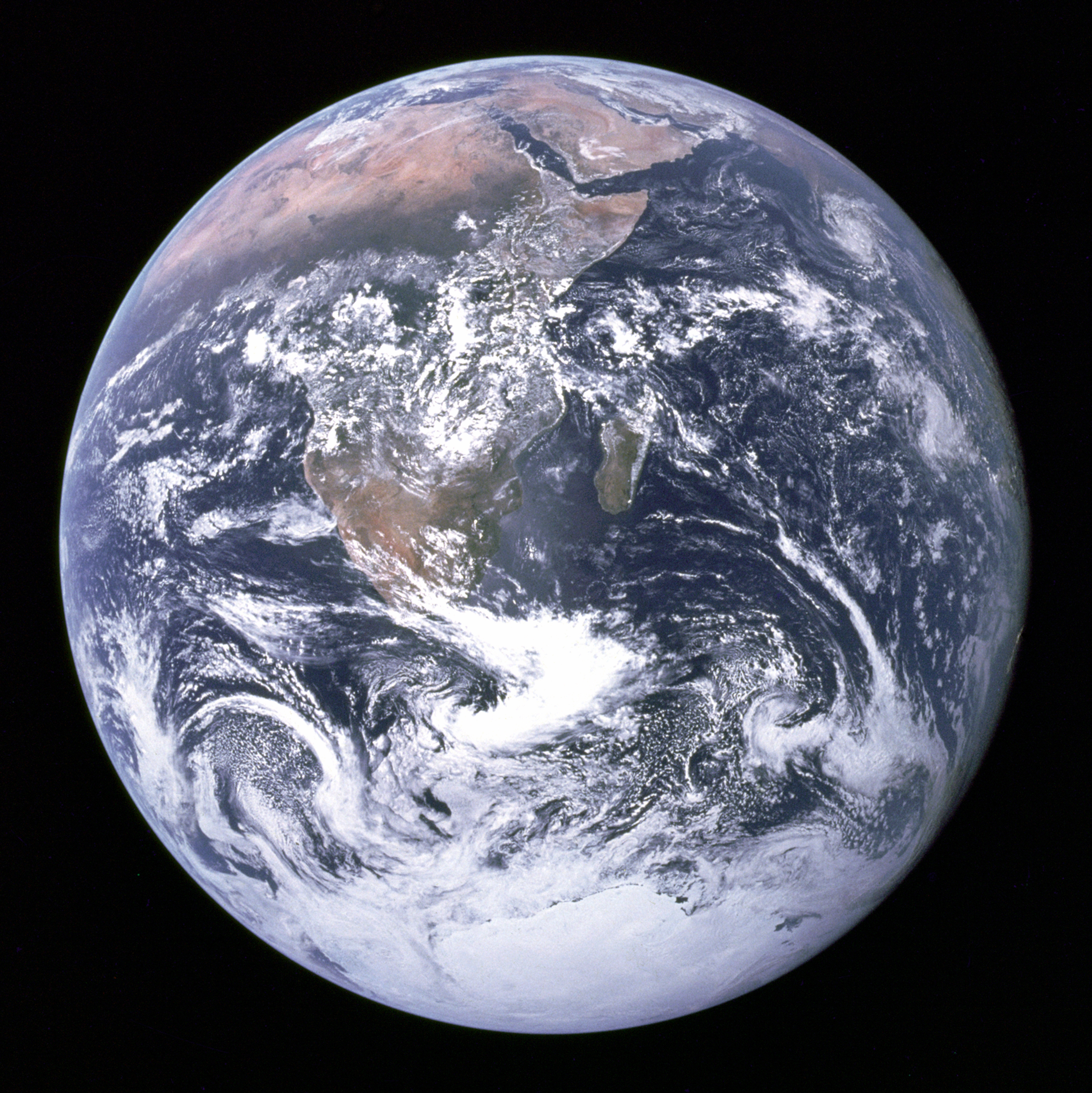
Ziemia widziana z Apollo 17 na zdjęciu The Blue Marble

## Główne cele misji
źródło
- Przeprowadzenie badań i pobranie próbek gruntu w dolinie Taurus-Littrow.
- Ustawienie instrumentów ALSEP i innej aparatury naukowej.
- Wykonanie eksperymentów w trakcie lotu i fotografowanie powierzchni Księżyca z orbity okołoksiężycowej.

## Zadania wykonane na Księżycu
źródło
1. Pobrano próbki gruntu, w tym próbki rdzeniowe i wykonano ich pełną dokumentację.
2. Ustawiono aparaturę naukową ALSEP.
3. Wykonano pomiar właściwości elektrycznych gruntu.
4. Przeprowadzono pomiar przenikania termicznych neutronów w głąb gruntu księżycowego.
5. Wykonano pomiar lokalnych różnic pola grawitacyjnego w rejonie lądowania.
6. Ustawiono detektor cząstek promieniowania kosmicznego.
7. Przeprowadzono badania geologiczne.
8. Wykonano badania właściwości mechanicznych i fizycznych gruntu księżycowego.

## Eksperymenty na pokładzie Apollo
źródło
1. Badanie podpowierzchniowych warstw Księżyca radarem syntezującym.
2. Obserwacje powierzchni Księżyca radiometrem podczerwieni.
3. Obserwacje Księżyca spektrometrem dalekiego ultrafioletu.
4. Fotografowanie powierzchni Księżyca z orbity okołoksiężycowej.
5. Pomiar odległości statku Apollo od powierzchni Księżyca za pomocą wysokościomierza laserowego.
6. Dopplerowskie badanie pola grawitacyjnego Księżyca.
7. Fotografowanie wybranych obiektów na powierzchni Księżyca i obiektów astronomicznych.
8. Obserwacje wizualne powierzchni Księżyca z orbity okołoksiężycowej.
9. Badanie zanieczyszczenia przestrzeni wokół statku kosmicznego.
10. Badanie wpływu żywności na metabolizm i gospodarkę hormonalną oraz elektrolityczną astronautów.
11. Ocena skuteczności skafandrów ortostatycznych (skafandry wytwarzające podciśnienie wokół dolnej połowy ciała w celu ułatwienia adaptacji astronautów do ziemskiego ciążenia).
12. Badanie wpływu promieniowania kosmicznego na funkcjonowanie mózgu i oczu ssaków (w ramach eksperymentu Biocore w CSM poleciały gryzonie, szczuroskoczniki drobne)[2]

## Załoga
Wszyscy zdawali sobie sprawę, że Apollo 17 będzie ostatnią misją księżycową. Odwołanie następnych lotów postawiło NASA w niezręcznej sytuacji. Apollo 18 miał zabrać na Księżyc zawodowego naukowca. W rezultacie podjęto decyzję o zmianie składu załogi. Pilot lądownika, Joe Engle, któremu dotychczas dane było odbyć księżycową misję jedynie w komorze ciśnieniowej w Houston, został zastąpiony przez pilota LM Apollo 18, geologa Harrisona „Jacka” Schmitta.
Evans wcześniej pełnił funkcję CapComa (capsule communicator) – operator łączności komunikujący się ze statkiem kosmicznym w czterech misjach Apollo.
Dla Cernana był to trzeci lot kosmiczny, pozostali uczestnicy misji to nowicjusze. 
- dowódca: Eugene A. Cernan CDR (dowódca)
- pilot modułu dowodzenia: Ronald E. Evans CMP (pilot modułu dowodzenia)
- pilot modułu księżycowego: Harrison H. „Jack” Schmitt LMP (pilot modułu księżycowego)

Załoga rezerwowa
- dowódca: John W. Young
- pilot modułu dowodzenia: Stuart A. Roosa
- pilot modułu księżycowego: Charles M. Duke

Naziemna załoga wspierająca
- Robert F. Overmyer
- Robert A. Parker
- Charles G. Fullerton

## Misja

### Początek misji
Apollo 17 wystartował 7 grudnia 1972 o 5:33 UTC po nieplanowanych, trwających 2 godziny i 40 minut przerwach w odliczaniu. Był to jedyny nocny start Saturna V; żeby go obejrzeć, zainteresowani wynajmowali statki wycieczkowe. Na pokładzie jednego z nich zakotwiczonego niedaleko brzegu znaleźli się Robert A. Heinlein, Isaac Asimov i Norman Mailer. Pisarze stwierdzili, że ostatni start misji księżycowej to coś, czego nie można przegapić.
Statek został wyniesiony na orbitę parkingową o parametrach 167,2 × 166,7 km. Podczas trzeciego okrążenia Ziemi, nad Atlantykiem załoga przeprowadziła manewr TLI (umieszczenie statku na trajektorii lotu w kierunku Księżyca). Separacja Apollo od S-IVB/IU/LM nastąpiła po trzech godzinach i 42 minutach lotu. Po kolejnych piętnastu minutach lotu statek Apollo 17 połączył się z lądownikiem. W trakcie dokowania wystąpiły problemy z zamkiem systemu dokowania. W czwartej godzinie i 45 minucie lotu zestaw Apollo+LM oddzielił się od stopnia S-IVB, który został wprowadzony na kolizyjną trajektorię z Księżycem. Uderzenie w powierzchnię nastąpiło w 86 godzinie 59 minucie 42 sekundzie lotu. Trzeci stopień rakiety uderzył w powierzchnię satelity 156 km na północny zachód od wyznaczonego celu. Wstrząs został zarejestrowany przez urządzenia pozostawione na Księżycu przez misje Apollo 12, Apollo 14, Apollo 15 i Apollo 16. W trakcie lotu w kierunku Księżyca wykonano tylko jedną korektę trajektorii. W 65 godzinie lotu dokonano aktualizacji czasu GET, kompensując w ten sposób opóźnienie startu – zegar przesunięto do przodu o 2 godziny i 40 minut. 86 godzin po starcie Apollo 17 znalazł się na orbicie okołoksiężycowej. Cztery godziny później pilot modułu dowodzenia uruchomił silnik i zaczął schodzić ku powierzchni Księżyca. Po raz ostatni w programie Apollo astronauci przeszli do lądownika i ostatni raz wykonali manewry związane z lądowaniem. Lądowanie LM nastąpiło w punkcie o współrzędnych 20°11′N, 30°46′, w miejscu oddalonym o 200 metrów od wyznaczonego celu. Cztery godziny później Cernan i Schmitt stanęli na powierzchni Księżyca w dolinie Taurus-Littrow.

### EVA
Przez kolejne trzy dni pilot wojskowy i naukowiec pracowali razem w pięknym księżycowym krajobrazie. W trakcie misji Apollo 15 w okolicach krateru Littrow (jego nazwa pochodzi od nazwiska dziewiętnastowiecznego astronoma Johanna von Littrowa) stwierdzono występowanie wyjątkowo młodych stożków wulkanicznych. Te okoliczności skłoniły naukowców do wyboru rejonu krateru jako celu misji Apollo 17. LM wylądował w płaskiej dolinie na południe od krateru i masywu gór Taurus – na obszarze wzniesionym między Mare Serenitatis (Morzem Jasności), Mare Tranquillitatis (Morze Spokoju) i Mare Crisium (Morzem Przesileń).
- Pierwsze wyjście astronautów na zewnątrz miało miejsce w 114 godzinie 21 minucie 49 sekundzie, a zakończyło się w 121 godzinie 33 minucie 42 sekundzie lotu. Astronauci przebywali poza lądownikiem przez 7 godzin 11 minut 53 sekundy. Podczas przygotowywania LRV do pracy, Cernan nieopatrznie oderwał element prawego tylnego błotnika. Astronauci ustawili flagę, wykonali pewną ilość zdjęć, rozstawili ALSEP oraz detektor cząsteczek promieniowania kosmicznego. Po blisko pięciu godzinach udali się do oddalonego o 13 minut jazdy Roverem krateru Steno (oznaczonego jako Stacja nr 1A). Spędzili tam godzinę i piętnaście minut. Następnie mieli udać się do krateru Emory, jednak ze względu na opóźnienie, wynikające ze zbyt długiej pracy z aparaturą ALSEP plan został zmieniony. Astronauci pod koniec EVA rozstawili aparaturę do pomiarów właściwości elektrycznych gruntu i zrobili panoramiczne zdjęcia okolicy.
- Po 16 godzinach pobytu w lądowniku ponownie wyszli na zewnątrz. Drugie wyjście rozpoczęło się w 137 godzinie 55 minucie 6 sekundzie lotu (80 minut opóźnienia w stosunku do planu). Cernan i Schmitt spędzili poza lądownikiem 7 godzin 36 minut i 56 sekund (najdłuższy spacer po powierzchni Księżyca). Pierwszą czynnością było sporządzenie substytutu części błotnika. Posłużyli się w tym celu okładkami map, taśmą klejącą i zaciskami od latarek. Konstrukcja sprawdziła się i astronauci nie byli obsypywani w trakcie jazdy pyłem księżycowym. Zgodnie z planem astronauci odwiedzili Stację nr 2 (krater Nansen), Stację nr 3 (krater Lara), Stację nr 4 (krater Shorty) i Stację nr 5 (krater Camelot). Po drodze zainstalowali trzy ładunki wybuchowe, w tym jeden trzykilogramowy. W miejscu oznaczonym jako Stacja nr 4 znaleźli materiał o pomarańczowym zabarwieniu, któremu przypisuje się pochodzenie wulkaniczne. Na zakończenie EVA Schmitt sprawdził ustawienie i wypoziomowanie grawimetru. Odległość przebyta w czasie spaceru kosmicznego nr 2 wyniosła 20,4 km. Znaleźli się w największej odległości od LM, jaką osiągnęli astronauci podczas programu Apollo – od lądownika dzieliło ich 7,6 kilometra. Na zakończenie spaceru zostały po raz ostatni naładowane akumulatory LVR.
- Po piętnastogodzinnym odpoczynku astronauci wykonali ostatni wypad na powierzchnię Księżyca. EVA nr 3 trwało od 160 godziny 52 minuty 48 sekundy do 168 godziny 7 minuty 56 sekundy czasu lotu. Po zebraniu kolejnych próbek i wykonaniu zdjęć udali się ku wąwozowi Wessex Cleft, a następnie ku wzgórzom Sculptured Hills. Dalej ich trasa przebiegała przez krater Van Serg, gdzie spędzili prawie godzinę, zajmując się badaniami geologicznymi. Odwiedzili wszystkie zaplanowane stacje, wykonali dokumentację fotograficzną i zebrali próbki gruntu. LRV pokonał odległość 12 km, a astronauci zebrali 62 kg materiału księżycowego. Zainstalowali kolejne trzy ładunki wybuchowe. Wrócili do lądownika ustawiając LRV w takiej pozycji, by kamera telewizyjna pojazdu mogła pokazać ich start z powierzchni Księżyca. Kolejny odpoczynek ostatnich ludzi, którzy w ramach programu Apollo stanęli na powierzchni naszego naturalnego satelity, trwał siedemnaście godzin.

Łącznie podczas trzech EVA spędzili poza lądownikiem LM 22 godziny 3 minuty 57 sekund i przebyli 35,7 km. Masa zebranych próbek wyniosła 110,52 kg (w tym trzy głębokie próbki rdzeniowe).

### Powrót na Ziemię
Po 75 godzinach astronauci opuścili Księżyc. Zgodnie z planem spotkanie, dokowanie, odrzucenie stopni startowego LM i jego deorbitacja przebiegły bez problemów. Dokowanie nastąpiło w ósmym dniu misji. Statek Apollo pozostał na orbicie okołoksiężycowej jeszcze prawie dwa dni. Stopień startowy lądownika uderzył w powierzchnię Księżyca w 193 godzinie 17 minucie 21 sekundzie lotu. Zderzenie zostało zarejestrowane przez geofony pozostawione przez Apollo 17 i zestawy ALSEP Apollo 12, 14, 15 i 16. Również detonacja ładunków wybuchowych odbyła się zgodnie z planem i została zarejestrowana przez geofony. Podczas 75 okrążenia Księżyca załoga wykonała manewr TEI, wprowadzając statek na trajektorię powrotu na Ziemię. Podczas lotu powrotnego, pilot modułu dowodzenia wyszedł na zewnątrz statku Apollo. Trzykrotnie pokonał drogę do SIM i z powrotem, przenosząc do kabiny statku zapisy obserwacji radaru ALSE oraz filmy z kamery mapującej i kamery panoramicznej. EVA trwało jedną godzinę pięć minut i 44 sekundy. Przed wejściem w atmosferę ziemską wykonano jedną korektę trajektorii. CM statku Apollo 17 wodował 1,9 km od celu i 6,5 km od lotniskowca. Załogę podjął helikopter i po 52 minutach od momentu wodowania astronauci znaleźli się na pokładzie okrętu ratowniczego.

## Podsumowanie
źródło
1. Najdłuższy pobyt astronautów poza lądownikiem – 7 godz. 36 min. 56 s. (EVA-2).
2. Najdłuższy całkowity czas pracy astronautów poza lądownikiem – 22 godz. 3 min. 57 s.
3. Największa odległość przebyta podczas jednego EVA – 20,4 km (EVA-2).
4. Największa całkowita odległość przebyta na Księżycu – 35,7 km.
5. Największa odległość odejścia od lądownika – 7,6 km.
6. Największa masa próbek dostarczona na Ziemię – 110,52 kg.
7. Najdłuższy pobyt astronautów na Księżycu – 74 godz. 59 min. 39 s.
8. Najdłuższy pobyt Apollo na orbicie okołoksiężycowej – 75 okrążeń, 147 godz. 43 min. 37 s.
9. Najdłuższa misja Apollo – 301 godz. 51 min. 59 s.

## Cytaty
Podczas ostatniego spaceru Cernan i Schmitt odsłonili plakietkę umieszczoną na podwoziu LM. Słowa umieszczone na plakietce: 

Tu ludzie zakończyli pierwszą fazę eksploracji Księżyca, grudzień, A.D. 1972. Oby duch pokoju, w którym tutaj przybyliśmy, znalazł odzwierciedlenie w życiu całego rodzaju ludzkiego.

 Po odsłonięciu plakietki Cernan oświadczył: 

To nasza pamiątka, którą zostawiliśmy tutaj, dopóki ktoś taki jak my, ktoś spośród was, tam na Ziemi, będących obietnicą przyszłości, nie powróci tutaj, by ją odczytać oraz kontynuować dzieło twórców programu Apollo – podbój Księżyca.

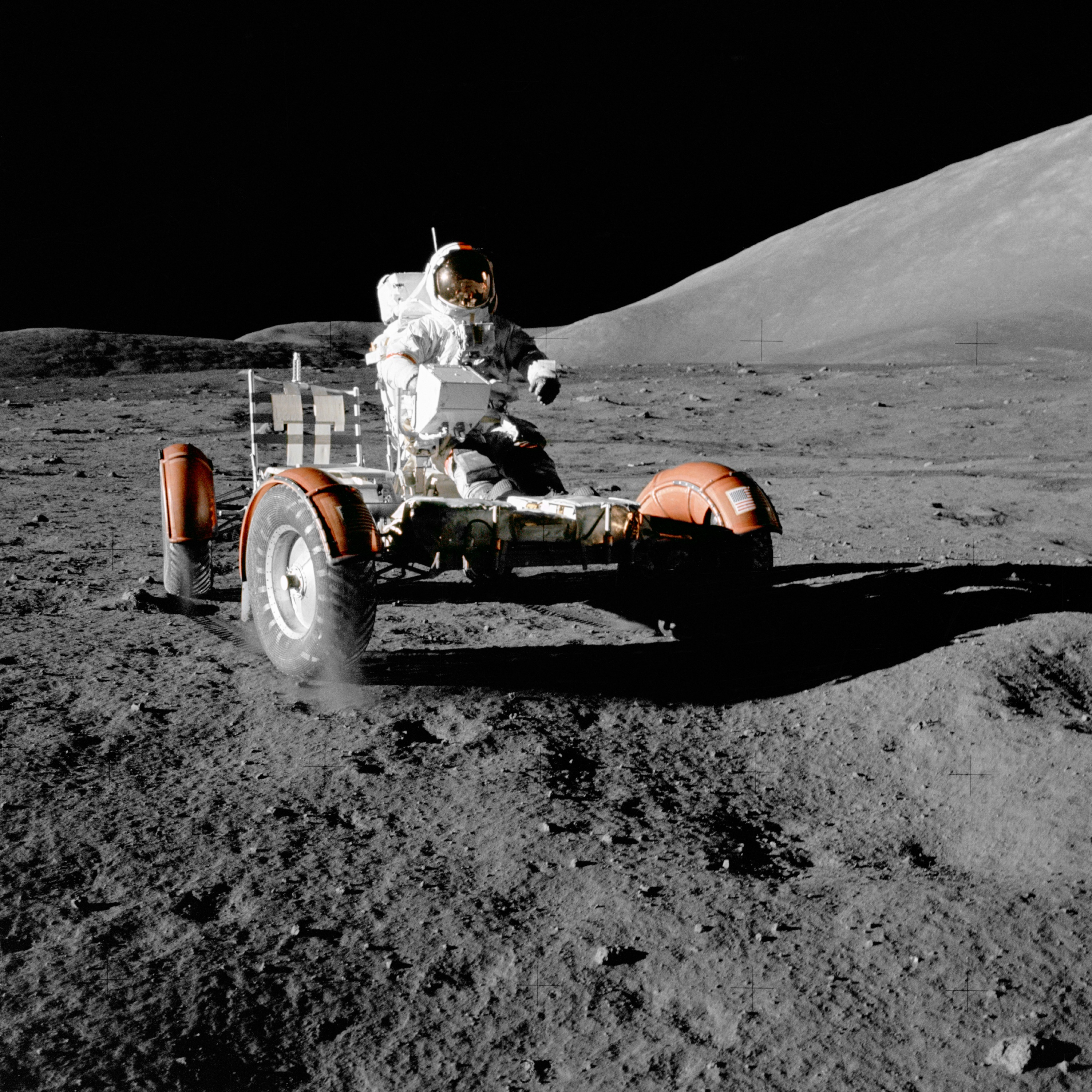
Eugene Cernan robi krótki test pojazdu księżycowego LRV na równinie Taurus-Littrow
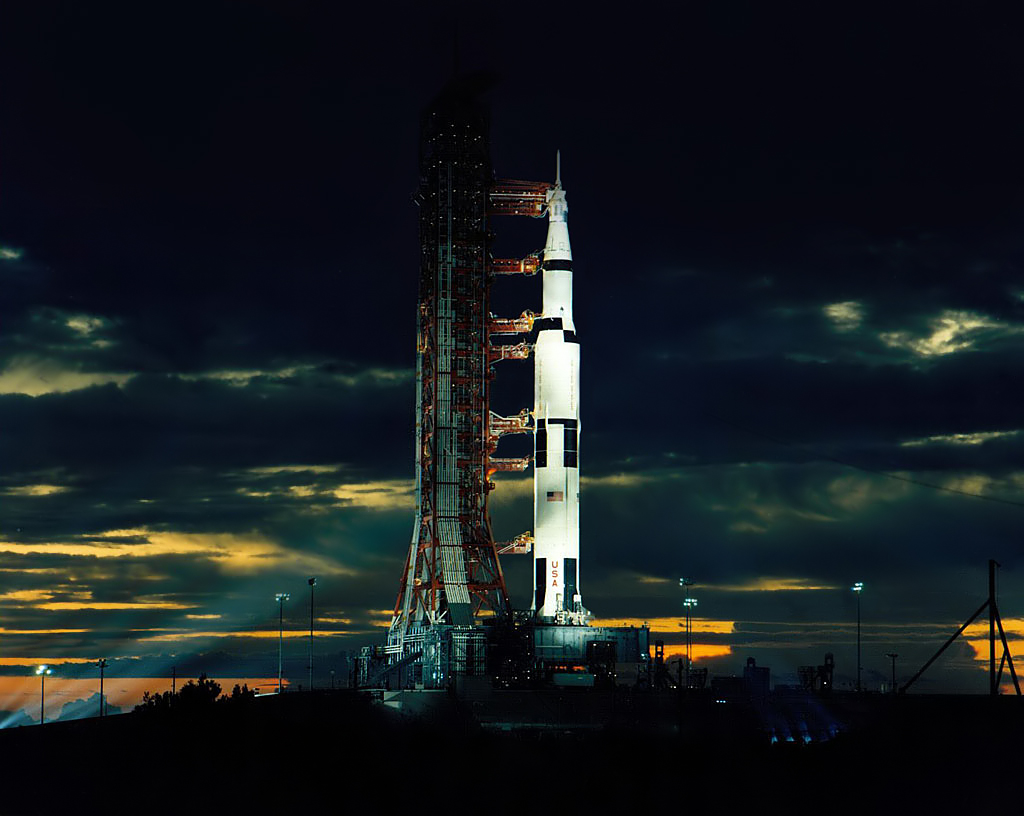
Rakieta Saturn V z pojazdem Apollo 17 na stanowisku startowym
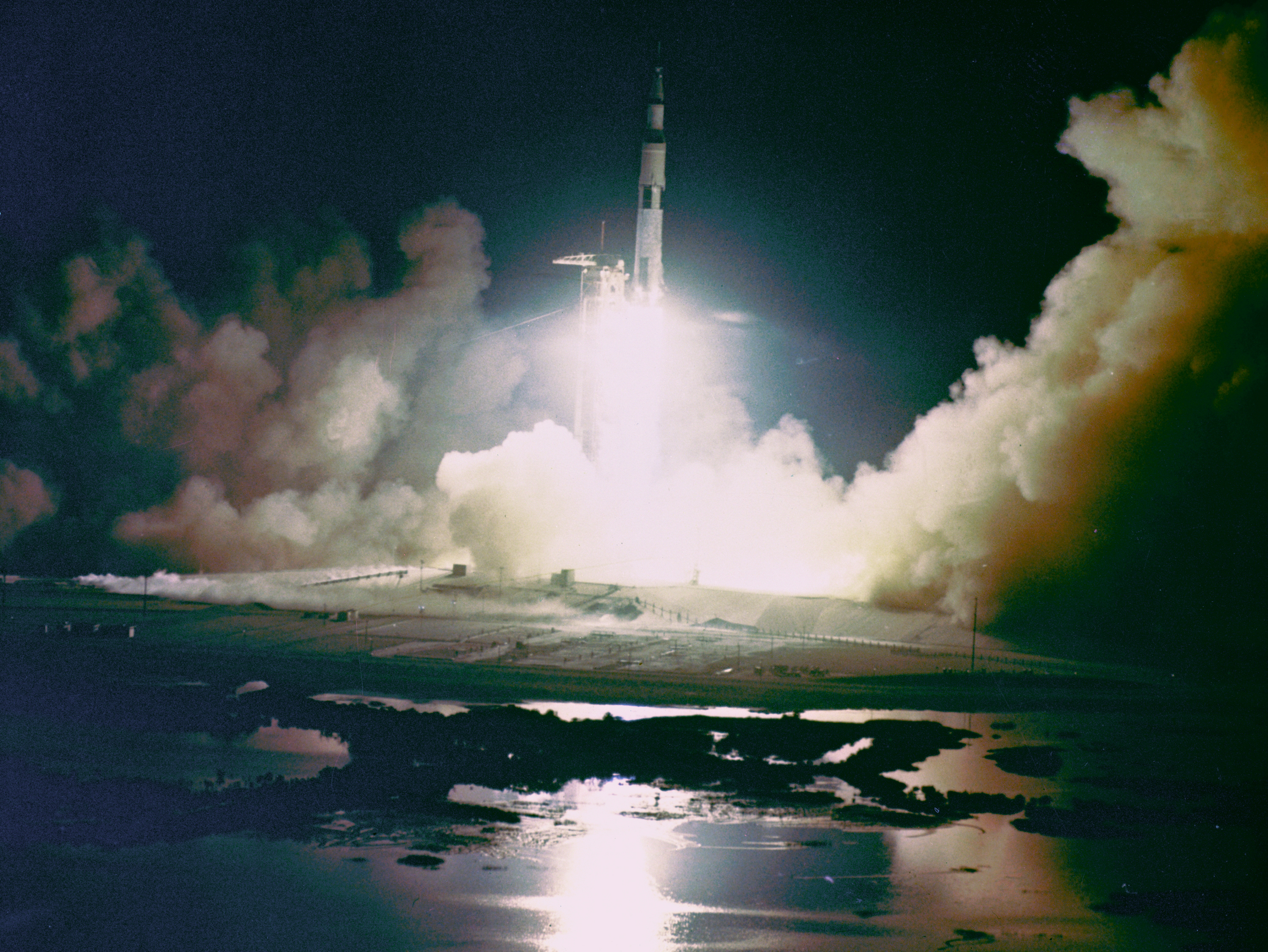
Start misji Apollo 17
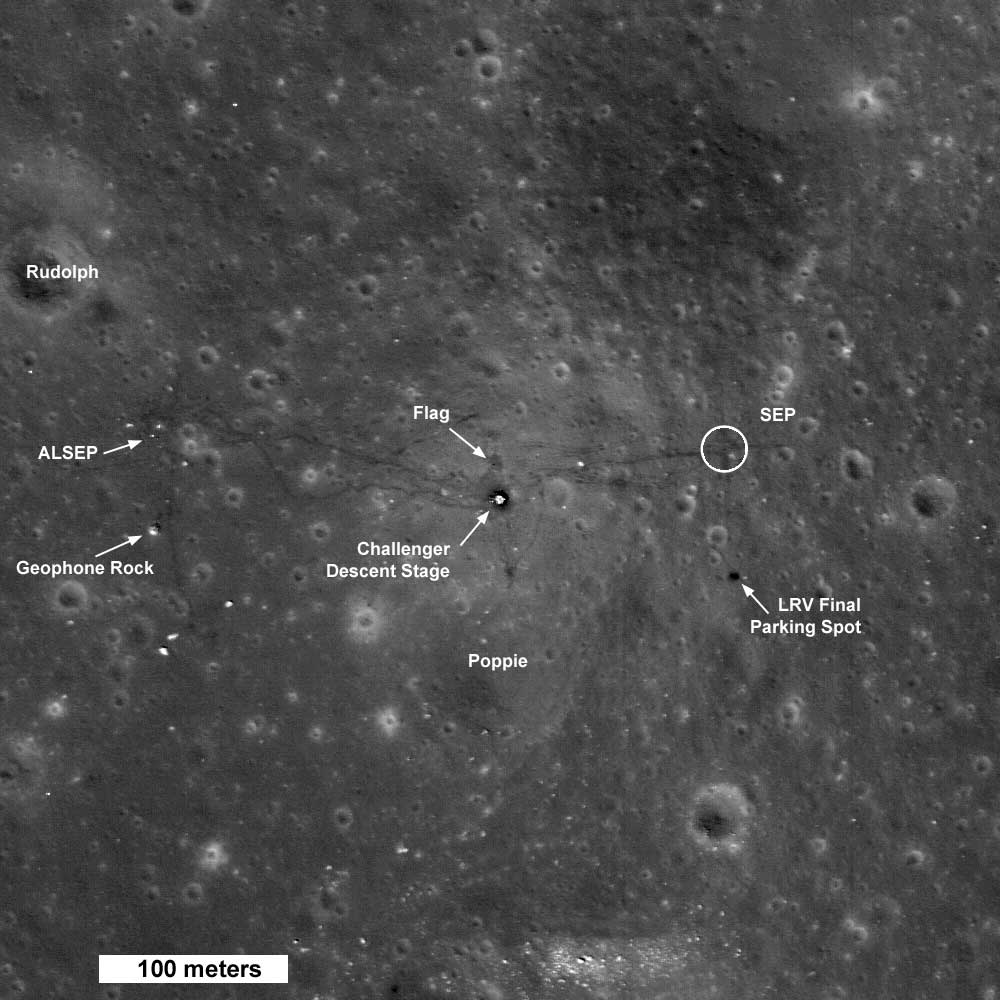
Miejsce lądowania (fot. 2009 – LRO)
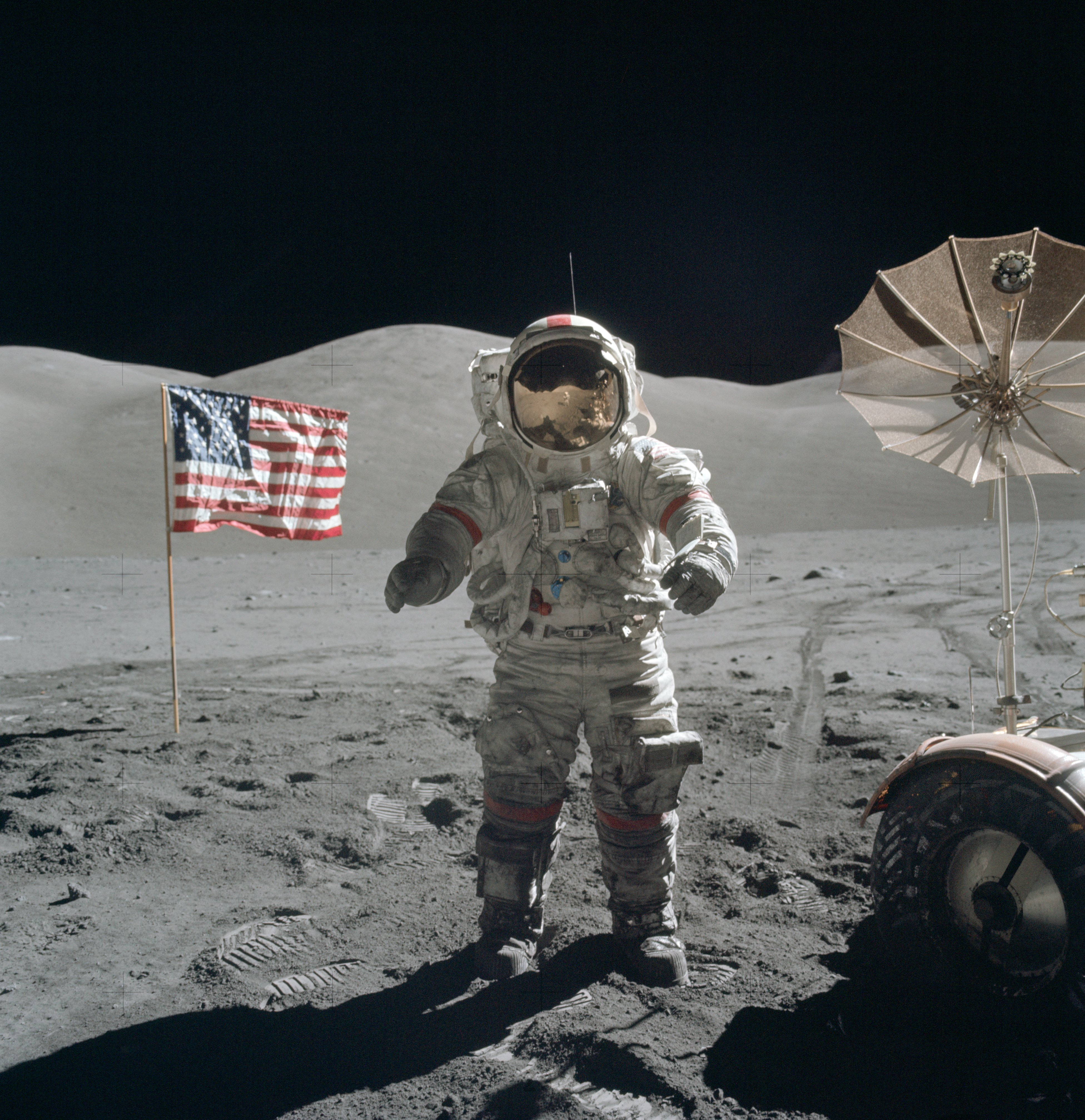
Ostatni człowiek na Księżycu w XX wieku